# Agostino Silva
Agostino Silva (Morbio Inferiore, 11 novembre 1628 – Morbio Inferiore, 6 febbraio 1706) è stato uno scultore svizzero-italiano.
Era figlio di Francesco Silva, stuccatore del XVII secolo, e intraprese quindi la carriera del padre seguendolo anche nelle sue trasferte a Roma dove proseguì la sua formazione nella bottega di Alessandro Algardi, noto scultore di altari e di statue al servizio dei Papi.
Iniziò ad operare nell'ambito del Ticino e dell'Insubria, prima per la famiglia Odescalchi realizzando la loro cappella gentilizia nella distrutta chiesa di San Giovanni Pedemonte a Como nel 1661 e poi un camino nel palazzo di Como, mentre a Mendrisio realizzò un imponente altare in marmo nella cappella di San Carlo Borromeo nella Chiesa di Santa Maria in Borgo (1662-1663).
Col tempo si andò affermando come autore di grandi altari e di scene sacre con statue a tutto tondo.

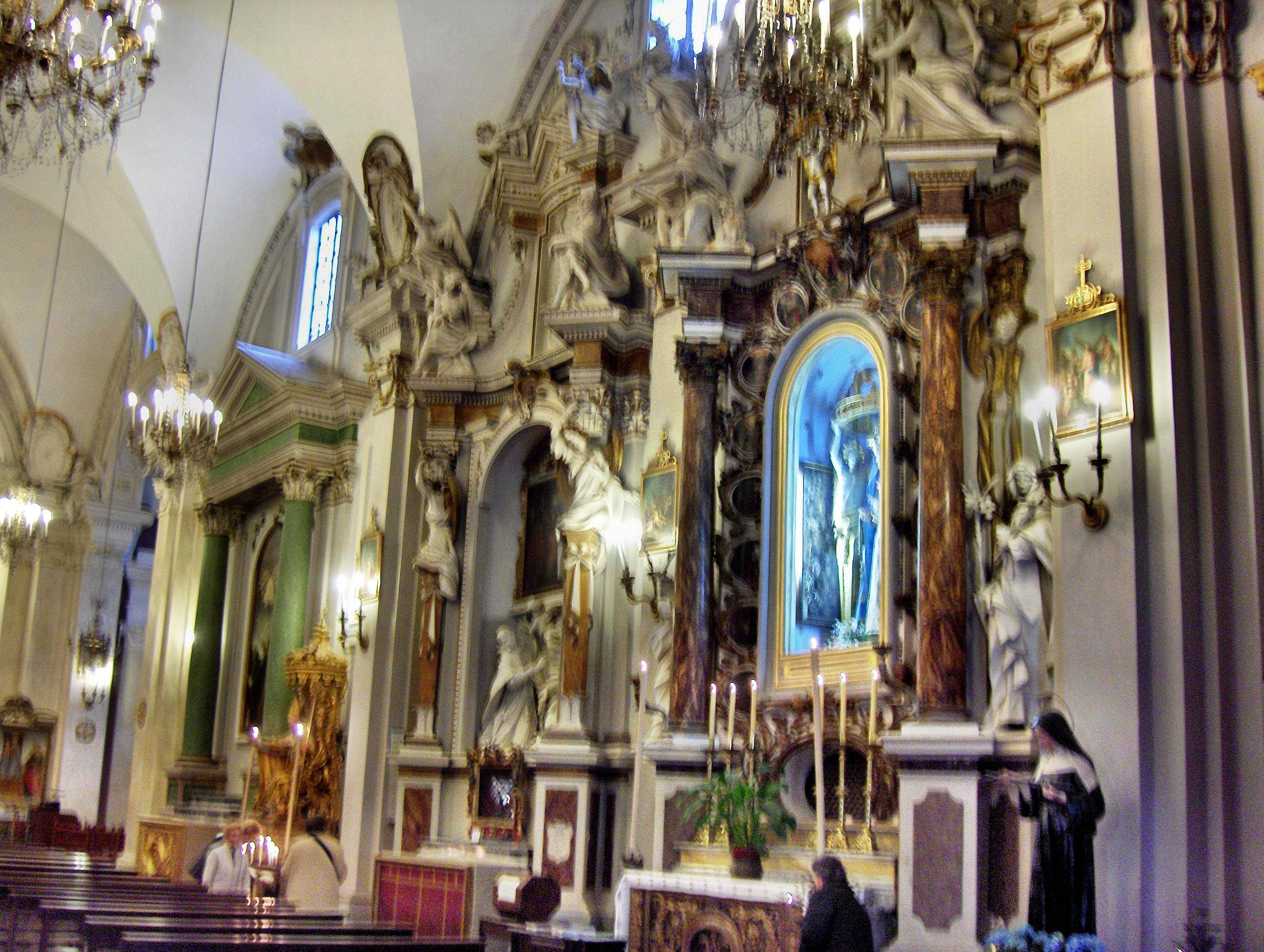
Spello, Collegiata di Santa Maria Maggiore: decorazione a stucco del lato destro

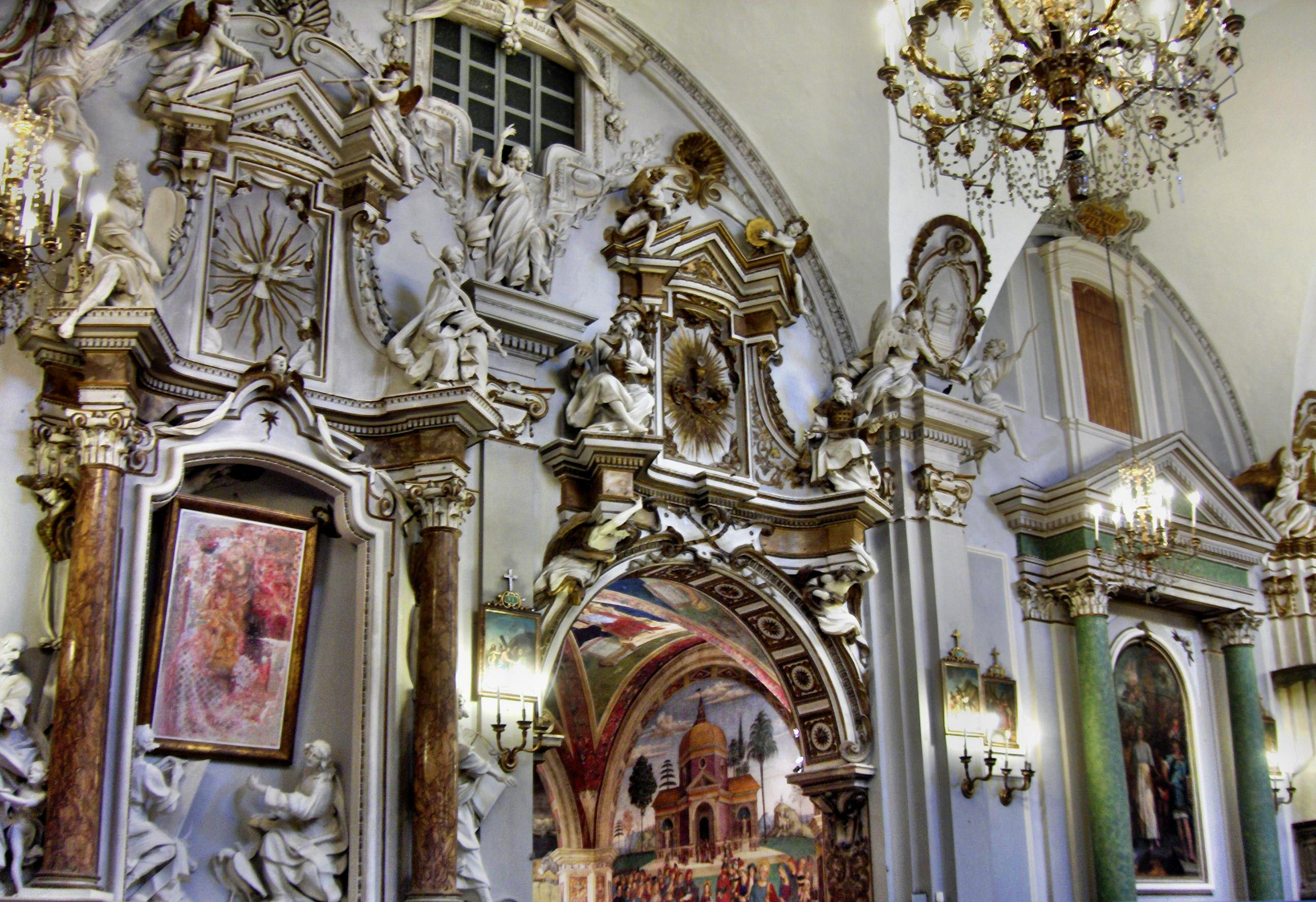
Spello, Collegiata di Santa Maria Maggiore: decorazione a stucco della cappella Baglioni

Dal 1666 al 1669 operò nel Duomo di Como mentre nel biennio 1668-1669 fu stuccatore nel Santuario di Santa Maria dei Miracoli a Morbio Inferiore dove realizzò un altare in stucco con colonne in marmo d'Arzo e statue raffiguranti la Carità e le allegorie dei Santi Pietro e Paolo nella cappella intitolata sempre a questi due santi, mentre nella Cappella di San Giuseppe realizzò un altro altare in stucco con colonne e lesene in marmo bianco e due statue una di San Francesco d'Assisi e una di Sant'Antonio di Padova, anteriori al 1665.
Negli anni successivi operò in Umbria e in Italia Centrale dove eseguì nel 1670 gli stucchi dell'altare della Madonna del Rosario (già di San Nicolò) e dell'altare di San Felice presso il Duomo di Spello mentre nel transetto destro realizzò il complesso scultoreo dell'altare della Madonna di Loreto e nella navata destra rifece gli stucchi delle pareti della Cappella Baglioni, detta anche "Cappella Bella", opera de "il Pinturicchio".
Nel 1672 si trovava nel Duomo di Assisi per diversi lavori come le statue di Profeti, posizionate nei dieci altari laterali, gli stucchi dell'altare di San Francesco d'Assisi, dell'altare dell'Immacolata Concezione e dell'altare del Crocifisso.
Nel 1674 operò invece nel Duomo di Urbino.
Nel 1684 venne invitato dal principe Emanuele Filiberto di Savoia-Carignano a Torino per occuparsi della decorazione a stucco del Palazzo Carignano.
Importanti invece le sue opere a due notevoli monumenti: Sacro Monte di Ossuccio e Santuario di Oropa, per quest'ultimo grazie all'invito sempre del principe Emanuele Filiberto.
Al primo operò per un lungo periodo che va dal 1663 al 1688, insieme al figlio Francesco, realizzando diverse opere tra cui statue e terrecotte per le varie cappelle. Particolare menzione merita la decima cappella con la Crocifissione perché contiene ben trentacinque statue.

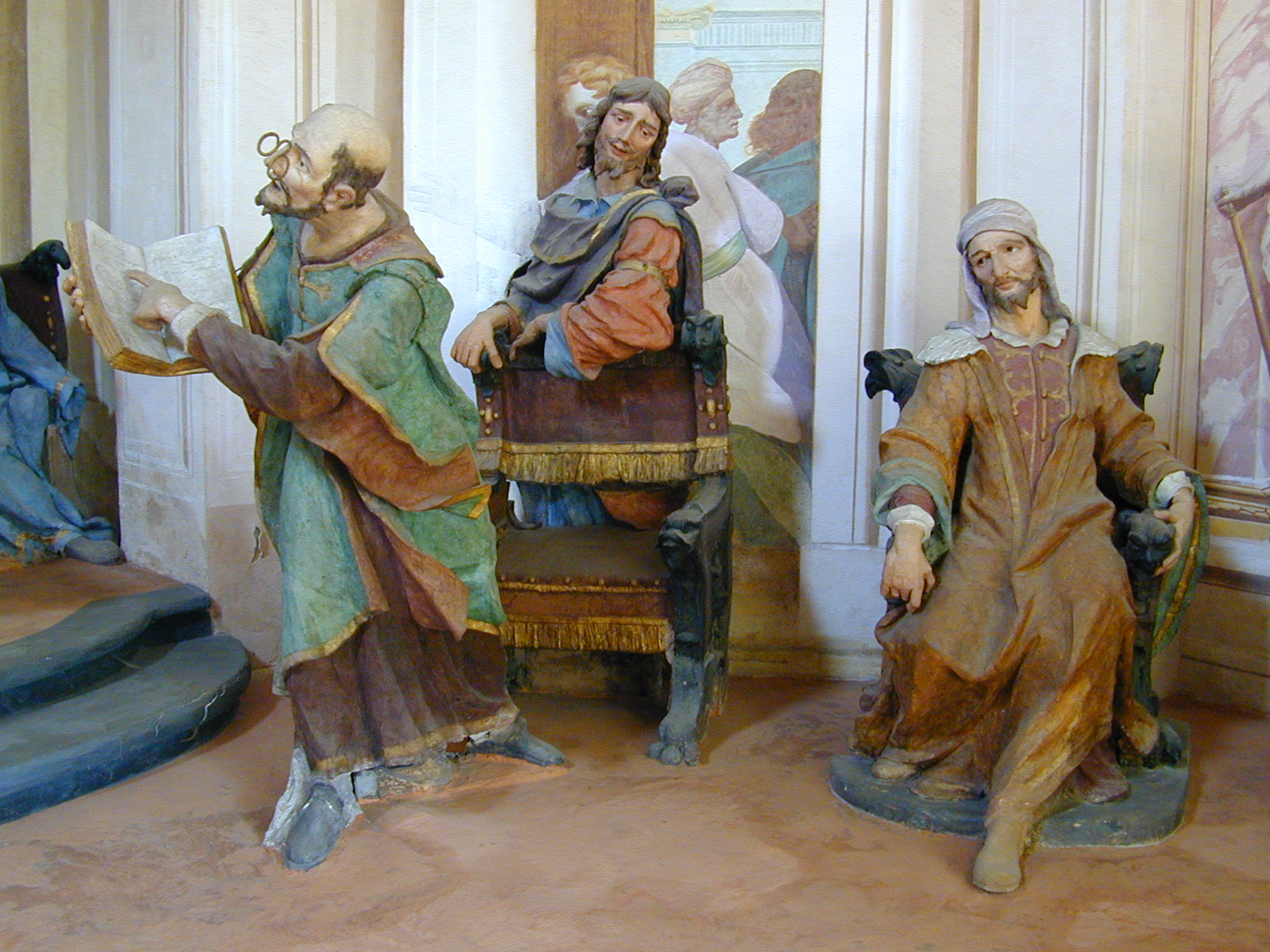
V cappella: Agostino Silva, La disputa di Gesù tra i dottori nel tempio

Per il secondo fu autore di diverse altre statue per la cappella dell'Assunzione di Maria.
Proseguì la sua attività sempre a Como nella chiesa di San Giuliano (1687 circa), nella chiesa delle monache di San Marco (1696), nella chiesa di San Giorgio. Stucchi di Agostino Silva si trovano anche nell'oratorio dei Santi Carlo e Antonio, sito a Cavallasca.